# John Olsson
Jonathan (John) Olsson (i riksdagen kallad Olsson i Stockholm), född 7 mars 1858 i Helsingborg, död 29 maj 1943 i Brunnby socken i Skåne, var en svensk jurist och politiker (liberal). Son till politikern och industrimannen Petter Olsson och bror till politikern Christian Olsson.

## Biografi
John Olsson verkade som advokat i Stockholm 1888–1905 och var därefter direktör och godsägare på Balderup i Brunnby från 1906 och framåt. 
Olsson var en av stiftarna till den radikala studentföreningen Verdandi. Som sekreterare och senare ordförande i Stockholms liberala valmansförening 1889–1895 spelade han länge en roll vid riksdagsmannavalen och var en pådrivande kraft inom den svenska rösträttsrörelsen, där han krävde allmän rösträtt. Han var också själv riksdagsledamot i andra kammaren för Stockholms stads valkrets 1892–1905. I riksdagen anslöt han sig 1895 till Folkpartiet, som 1900 uppgick i Liberala samlingspartiet. Han var bland annat ledamot av tillfälliga utskottet 1903–1904 och engagerade sig bland annat i nykterhetsfrågor och i tullpolitik, där han företrädde en frihandelsvänlig linje. I riksdagen skrev han 23 egna motioner, särskilt om höjning av det bevillningsfria avdraget, om nykterhet, om avskaffande av spannmålstullar och om vissa statstjänstemäns villkor. Han gjorde tre interpellationer om missförhållanden inom den militära förvaltningen och om de spannmålstullarna stegrade brödpriserna.
Då Kullaberg i samband med den då pågående turisttillströmningen till Mölle hotades av exploatering, tog Olsson initiativet och inköpte tillsammans med andra skånska naturskyddsvänner 1914 hela berget väster om Mölle genom det nybildade AB Kullabergs natur, där Olsson satt som direktör till sin död.